# Se lo senti lo sai
Se lo senti lo sai è un singolo del cantautore Italiano Jovanotti, pubblicato il 9 novembre 2022 come primo estratto dal quindicesimo album in studio Il disco del Sole.

## Descrizione
Il brano è stato scritto da Samuel e Jovanotti. Quest'ultimo ha raccontato che il processo di scrittura è nato durante un pranzo tra i due artisti:
(Jovanotti)

## Accoglienza
Fabio Fiume di All Music Italia assegna al brano un punteggio di 8.5 su 10, scrivendo che il testo presenta «passaggi di matura saggezza grazie ai quali ha conquistato il cuore di nuovi estimatori» associando a Felicità di Al Bano e Romina Power. Il Messaggero definisce la canzone  «una ballata dai toni caldi in cui si respira l'epica intima dei suoi grandi pezzi».
Gabriele Fazio di AGI scrive che il brano sia «intriso di un’epica» che richiama gli esordi del cantante, riportando che l'incontro con Samuel abbia ricondotto Jovanotti alla «narrazione semplice, quella più efficace e a lui più consona».

## Video musicale
Il videoclip è stato pubblicato in concomitanza con il lancio del singolo attraverso il canale YouTube del cantautore.

## Tracce
Testi di Lorenzo Cherubini, musiche di Lorenzo Cherubini e Samuel Romano.
1. Se lo senti lo sai – 3:44